# Fake Work
Fake Work (auch Scheinarbeit genannt) bezeichnet all die Tätigkeiten im Job, die sich nach Arbeit anfühlen und auch wie solche aussehen, in Wahrheit aber zu keinen sinnvollen Ergebnissen führen. Echte Arbeit bringt das Unternehmen voran, Fake Work dagegen nicht. Fake Work bezeichnet unnötige, überflüssige Beschäftigungen wie z. B. mit sinnlosen Berichten oder Meetings, in denen nichts entschieden wird, mit Auswüchsen der Organisationsbürokratie oder mit überflüssigen E-Mails. Das Gegenteil von Fake Work ist gute Arbeit.
Bekannt wurde die Idee der Fake Work durch die amerikanischen Unternehmer Brent D. Peterson und Gaylan W. Nielson. Sie schrieben 2009 ein Buch mit eben diesem Titel und beklagen darin die Verluste der vorgetäuschten Arbeit.
Vom Begriff abzusetzen ist illegale Scheinarbeit, die ein Arbeitsverhältnis vortäuscht, das nur zum Schein begründet wurde. Ziel solcher Scheinarbeitsverhältnisse ist, durch Manipulation einen gesetzlichen Sozialversicherungsschutz zu erlangen, oder Korruption und Geldwäsche zu verschleiern.